# Resolució 2219 del Consell de Seguretat de les Nacions Unides
La Resolució 2219 del Consell de Seguretat de les Nacions Unides fou adoptada per unanimitat el 28 d'abril de 2015. El Consell va ampliar les sancions contra Costa d'Ivori per un any fins al 30 d'abril de 2016.

## Contingut
L'embargament d'armes contra Costa d'Ivori es va estendre fins al 30 d'abril de 2016. Només se'n van excloure els serveis de seguretat de Costa d'Ivori, els membre de la UNOCI i les tropes franceses al país. Pel que fa als serveis de seguretat de Costa d'Ivori, l'embargament es mantindria quan es tractés de:
- Armes de foc amb un calibre de més de 12,7 mm;
- Llançadors de coets, coets, armes antitancs lleugeres i llançagranades
- Míssils aeris (inclosos sistemes de defensa aèria portàtils), míssils terra-terra i míssils terra-aire;
- Morters amb un calibre superior a 82 mm;
- Armes antitancs guiades (en particular, míssils antitancs);
- Avions de guerra i helicòpters;
- Vehicles militars armats o previstos;
- Explosius per a ús militar i mines;
- Ulleres de visió nocturna;

A més es van ampliar fins a la mateixa data les sancions financeres i les prohibicions de viatge imposades a persones específiques. A més, el mandat del panel d'experts que supervisava l'embargament es va ampliar fins al 30 de maig de 2016.
Es va aixecar l'embargament de diamants de Costa d'Ivori, però el contraban continuava. Es va demanar al país que mantingués informat al Consell de Seguretat sobre l'enfocament d'aquest problema i que continués treballant en el desplegament del Procés de Kimberley.